# УСК (баскетбольный клуб)
УСК — чешский баскетбольный клуб из города Прага.

## Титулы
Чемпион Чехии (Чехословакии) (15 раз): 1958, 1965, 1966, 1969, 1970, 1971, 1972, 1974, 1981, 1982, 1991, 1992, 1993, 2000, 2001
Кубок Кубков: 1969
Кубок чемпионов: финалист: 1966

## Названия
- УСК
- БК Прага
- Славия